# Jurokové

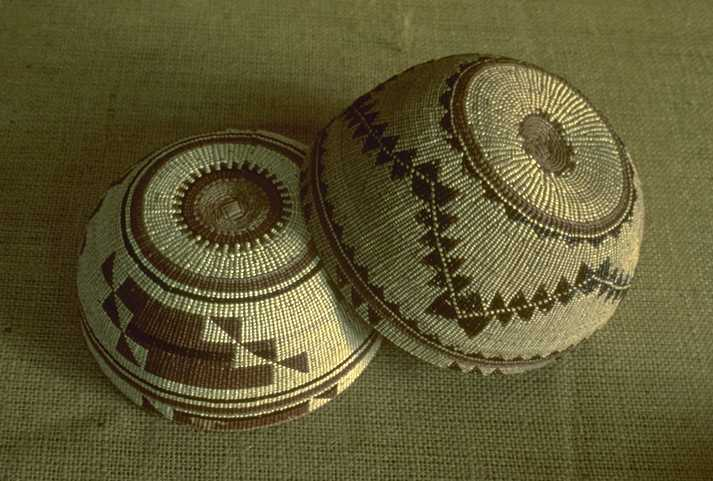
Jurocké ženské čepce.

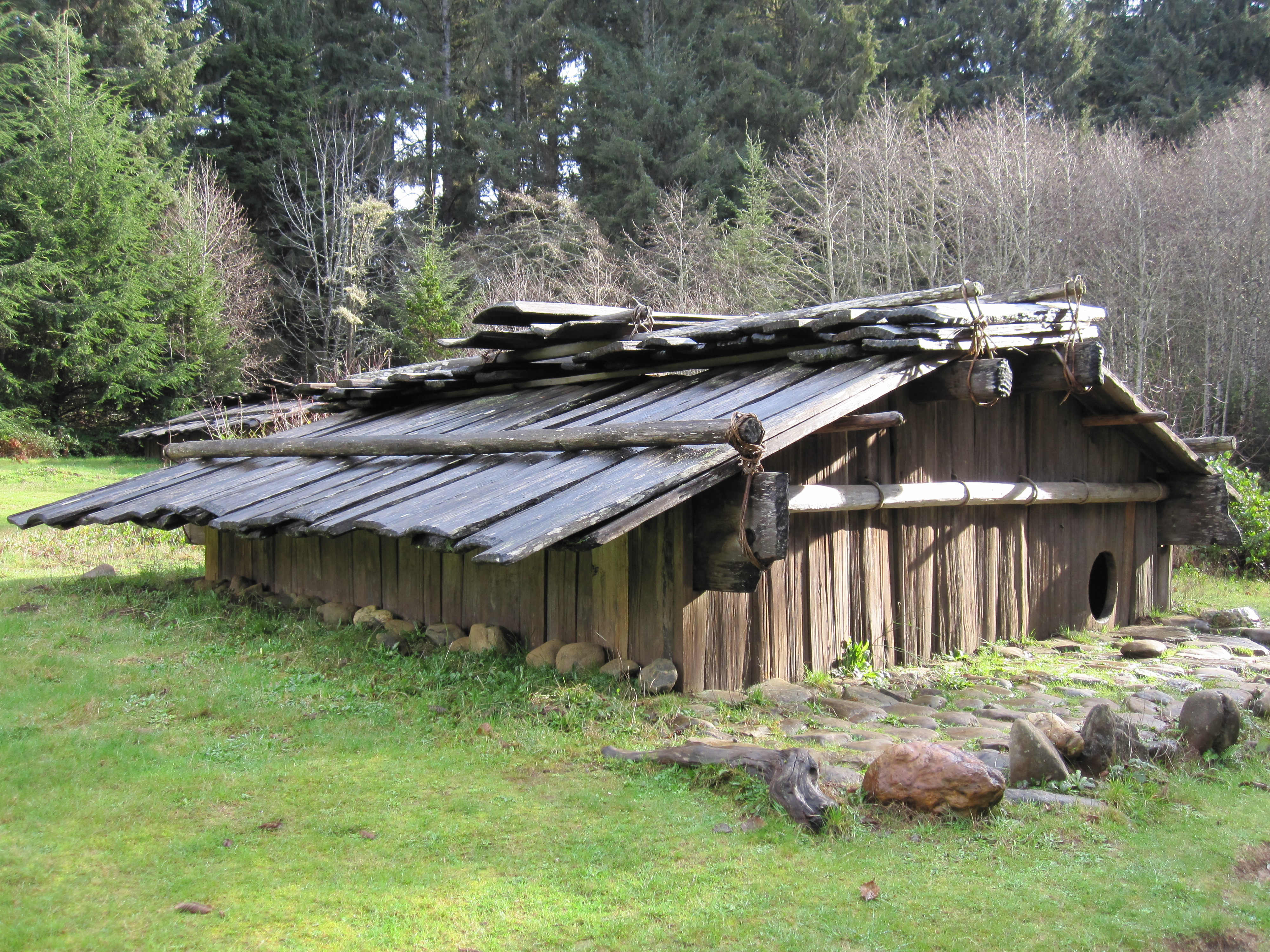
Jurocký dům.

Jurokové (anglicky: yurok, v karukštině také: yuh´ára nebo yurúkvaarar) jsou kmen původních indiánských obyvatel Severní Ameriky, žijící v severozápadní Kalifornii poblíž řeky Klamath a pobřeží Tichého oceánu, jejichž jméno znamená v překladu z jazyka jejich sousedů Karuků „lid z dolního toku řeky“. V současné době žijí v rezervaci (Yurok Indian Reservation) na několika malých rančeriích jakými je například Trinidad v Humboldt County. Ve federálním seznamu indiánských kmenů jsou Jurokové zapsáni jako sedm odlišných kmenů.

## Historie
Jurokové původně žili ve stálých vesnicích okolo řeky Klamath. Některé z těchto sídlišť se dají datovat až do 14. století.

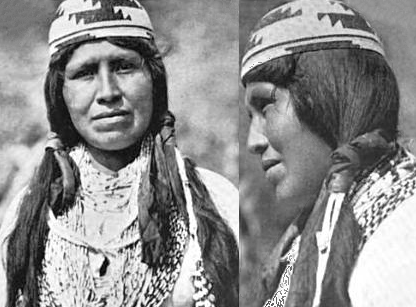
Alice Franková z kmene Juroků na snímku Aleše Hrdličky z roku 1906

Živili se lovem lososů táhnoucích proti proudu řeky, mořských ryb, měkkýšů, lovem zvěře a sběrem bylin. Jejich hlavní měnou byla tzv. „mušle dentalium“, což byl vlastně šperk používaný širší škálou původních indiánských kmenů.
K prvnímu kontaktu s Evropany došlo v roce 1775, kdy na jejich území pronikli španělští objevitelé. V roce 1827 přišli trappeři a obchodníci s kožešinami ze Společnosti Hudsonova zálivu. Po bližším kontaktu s bílými osadníky, kteří se na jejich domorodé území začali masivněji přesouvat v souvislosti se zlatou horečkou v roce 1850, museli čelit nákazám a masakrům které zredukovaly jejich populaci asi o 75 %. Po skončení říční války mezi Klamathy a Solomony v roce 1855 byla ustanovena indiánská rezervace. Do ní spadala část původního jurockého území a většina jejich vesnic. To způsobilo, že Jurokové nebyli nikdy násilně vyhnání ze svého území a ve svých původních vesnicích žijí částečně dodnes.